# Hosios Loukas
Hosios Loukas (grčki: Ὅσιος Λουκᾶς) je povijesni utvrđeni manastir (samostan) koji se nalazi u blizini grada Distomo, prefektura Beocija, Grčka. Smatra se jednim od najvažnijih spomenika srednjovjekovne bizantske arhitekture, zbog čega je, zajedno sa samostanima Nea Moni (Kios) i Dafni, 1990. godine upisan na UNESCO-ov popis mjesta svjetske baštine u Europi.

## Povijest
Manastir se nalazi na slikovitom obronku planine Helikon, a osnovao ga je pustinjak Velečasni (grčki: Hosios) Sveti Luka (grčki: Loukas) Heladski, u ranom 10. stoljeću, čije se relikvije još uvijek čuvaju u prostorijama manastira. Svetac, koji je preminuo 7. veljače 953. godine, je bio slavan po svom predskazanju osvajanja Krete koje je izvršio bizantski car Roman II. 959. godine.
Odmah nakon ove pobjede počela je izgradnja Gospine crkve majke Božje (grčki: Theotokos ili Panagia). Glavno svetište u manastiru je grobnica sv. luke Heladskog koja se izvorno nalazila na ulazu, a sada je na spoju dvije crkve. Manastiru je glavni izvor prihoda bilo ulje (exuded myron) koje je navodno dolazilo iz relikvija sv. Luke, a imalo je izlječiteljska svojstva. Hodočasnike se poticalo da prespavaju pored svečevog groba kako bi njihovo tijelo apsorbiralo čudotvorno ulje putem inkubacije (starogrčki ritual). Mozaici oko grobnice ne prikazuju samo sv. Luku, nego i igumana Filotea koji predstavlja model nove crkve svetcu.

## Odlike
Crkva Majke Božje je najstariji dio manastirskog kompleksa i jedina je crkva izgrađena u unutrašnjosti Grčke u 10. stoljeću. Građevina centralnog tipa ima oblik paralelograma i najstariji je primjer crkve upisanog križa u kvadrat u Grčkoj; sličan crkvi (danas džamiji) Fenari Isa Camii u Istanbulu. Zidovi su joj izmjenična mješavina opeke, kamena i mramora, s neobičnim pseudo-arapskim uzorcima dekoracija.
Uz ovu crkvu je oko 1010. – 1012. godine dodana veća katedralna crkva ili katholikon. Ona je najraniji primjer centralne crkve s kupolom na oktagonu s osam stubova oko središnjeg broda (naos). Kupola u obliku polulopte stoji na četiri trompe koje stvaraju postupan prijelaz s oktogonalne osnove kupole na kvadratni oblik zidova koji ju nose. Središnja kocka crkve je okružena galerijama i kapelama na sve četiri strane.
Hosios Loukas je najveći od tri manastira iz srednjeg bizantskog razdoblja Grčke i razlikuje se od ostala dva, Nea Moni i Dafni, po tome što je posvećena samo jednom i to vojnom svetcu. Proročanstvo sv. Luke o ponovnom osvajanju Krete je istaknuto likom Jošue, koji se smatrao uzorom za "vjerske ratnike", na vanjskom zidu Gospine crkve.

### Ukrasi
U Katholikonu se nalaze najbolje sačuvani mozaici iz vremena bizantske makedonske dinastije (Paleolozi), no neki od mozaika nedostaju, poput originalne slike Krista Pantokratora iz kupole, te likova arkanđela između gornjih prozora. Što nije umanjilo njihovu važnost u oblikovanju bizantske umjetnosti.
Osim fresaka, u crkvi se nalaze i raskošne rezbarije, pozlate, zidne slike, mozaici, ali i tada rijetke ikone, svijećnjaci i oltarni svileni zastori. Samo su neki od ovih predmeta na svom izvornom mjestu, a ostali su izloženi u muzejima. U izvornom obliku "Katholikon, od svih današnjih crkava, ponajbolje prikazuje karakter crkvenog interijera u prvim stoljećima nakon ikonoklazma".
- Jošua, sin Nunov, freska s pročelja Panagiona
- Ispod kupole Panagiona
- Ikonostas Katholikona
- Krist pere noge apostolima, mozaik